# Prochaines élections municipales burkinabés
Les prochaines élections municipales burkinabés devraient avoir lieu en 2024 afin de renouveler les membres conseils municipaux du Burkina Faso. 
Initialement prévues pour mai 2021, les élections sont reportées d'un an dans le cadre d'une réforme du code électoral et du code général des collectivités territoriales. Leur tenue est par la suite prévue pour novembre 2022. Le Coup d'État de septembre 2022 entraine cependant un nouveau report.